# Los Almendros-Son Pacs
Los Almendros-Son Pacs es un barrio de la ciudad de Palma de Mallorca, Baleares, España.
Se encuentra delimitado por los barrios de Son Serra-La Vileta, Son Rapiña, Son Xigala y Son Vida. 

## Historia
El barrio de Los Almendros-Son Pacs fue urbanizado en dos momentos. Durante la década de los 60 se urbanizó Son Pacs en una zona donde en el siglo XVI había un rafal (cobertizo). La urbanización de Los Almendros tuvo lugar una década más tarde, en los terrenos donde antes estaban las casas de la posesión de Son Quint, que había sido una de las más importantes de Palma, tanto por su extensión (700 quarterades repartidas entre los términos municipales de Palma de Mallorca, Puigpuñent y Calviá) como por sus casas. Al hacerse la urbanización se derribaron las casas, a pesar de la oposición popular.

## Población
En 2012 había 3.083 personas empadronadas, lo que supone una disminución del 3,8% respecto del año 2004. Tiene una densidad de 208,2 personas por hectárea. De cada 100 personas empadronadas, 19 han nacido en el extranjero, 15 en países extracomunitarios.
- Datos: Q9023869